# 建设大道
建设大道是中国湖北省武汉市境内贯穿汉口中心区的一条商业街，从汉口西南部二环线解放大道宗关道口（通江汉二桥）到东北部的二七路，总长10100米。中间与航空路、青年路、新华路、台北路、香港路、澳门路、武汉大道等街道相交，南与解放大道和京汉大道、北与发展大道平行。
- 1983年10月，武汉市政府开始治理黄孝河，设置地下排水箱涵15952米，历时五年、黄孝河由明河变成暗河，于地下箱涵之上建成了建设大道；
- 1988年6月，建设大道建成通车；[1]
- 1987年，武汉市政府斥资3600万元修建了武汉杂技厅，这是建设大道具标志性的文化建筑；随后，长江日报社、武汉电视台、武汉图书馆等传媒与文化机构也陆续建成于建设大道；
- 1994年，招银大厦建成，成为建设大道第一幢摩天大楼，招商银行也成为第一家把武汉总部迁到这里的银行；随后，商业银行广场、建银大厦、新世界国贸大厦、民生银行大厦等相继开始建设，各大银行的武汉总部陆续迁址于此；
- 1998年，西北湖广场建成，总用地31.17公顷，水体面积17公顷，西北湖CBD成为建设大道的中央商务区；[2]
- 1999年，武汉第一家五星级酒店，香格里拉大饭店建成于建设大道；[3]
- 2000年，总投资人民币1.5亿的武汉图书馆（旧馆）在建设大道建成开放；同年，中南汽修厂搬迁，原有的26栋建筑多数被拆迁，唯有花园道所在的“五车间”完整保留。2008年在日本设计师的规划下，工厂遗址转化为创意商务区，被称为武汉的“798”；
- 2014年，广发银行大厦建成，成为目前建设大道金融街上最新投入使用的5A甲级写字楼。[4]

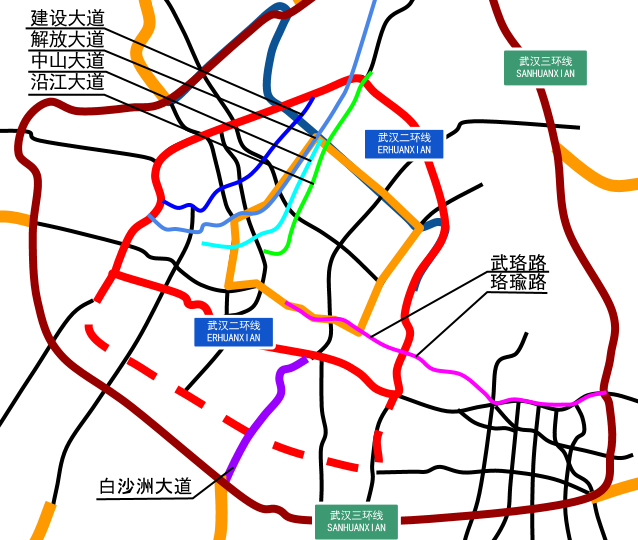
建设大道在武汉路网中的位置

## 相册

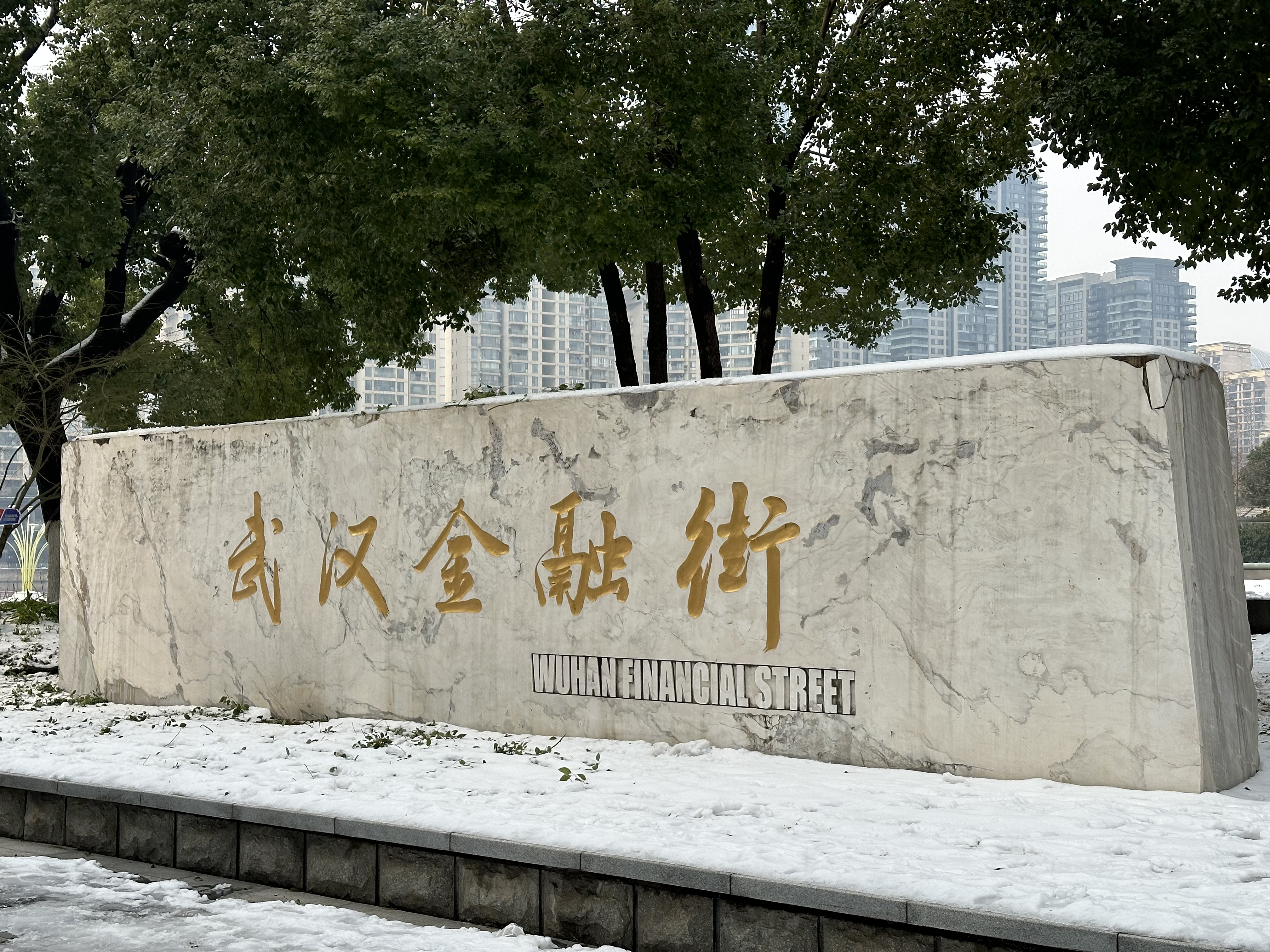
武漢金融街紀念碑
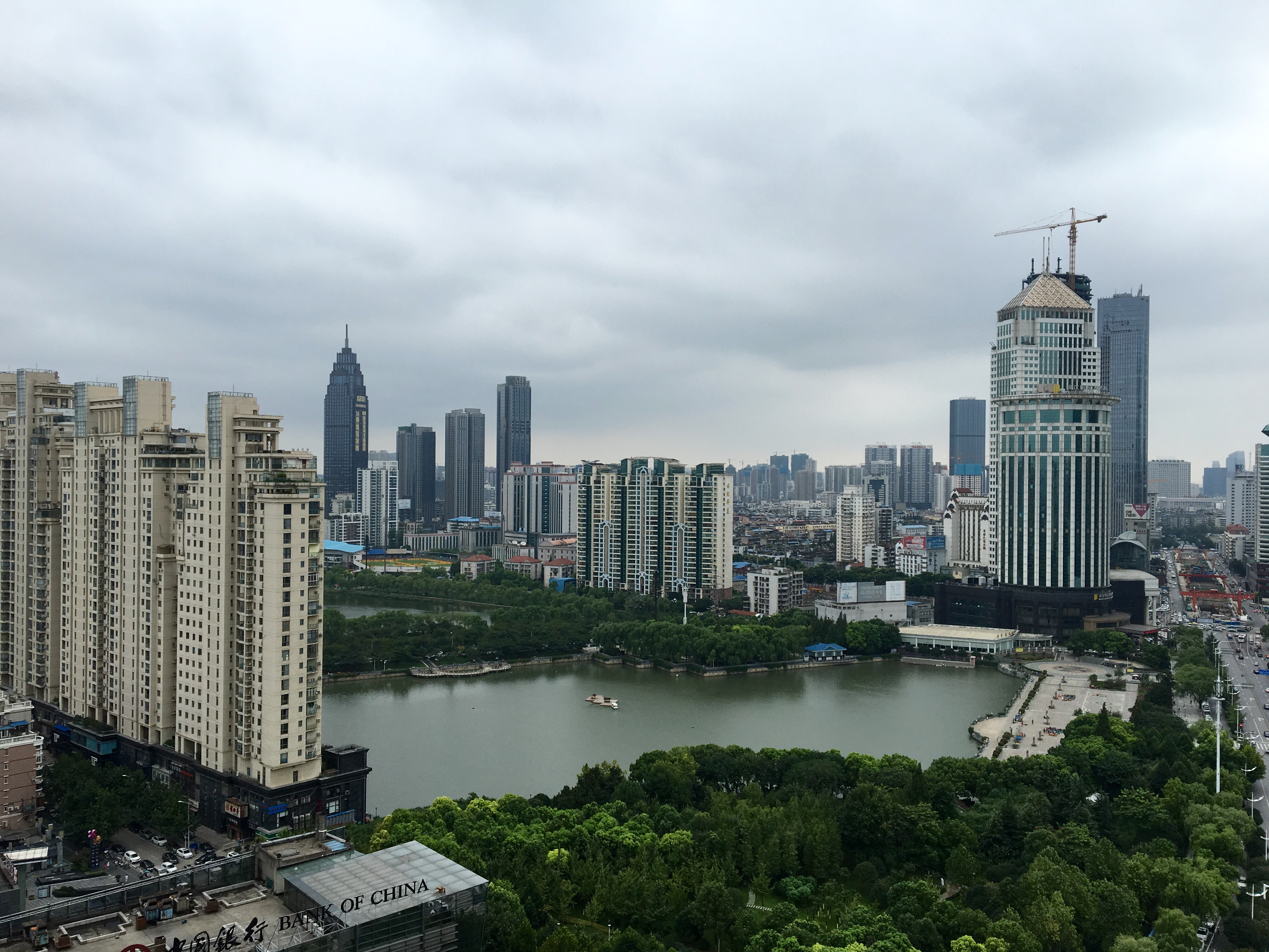
西北湖广场
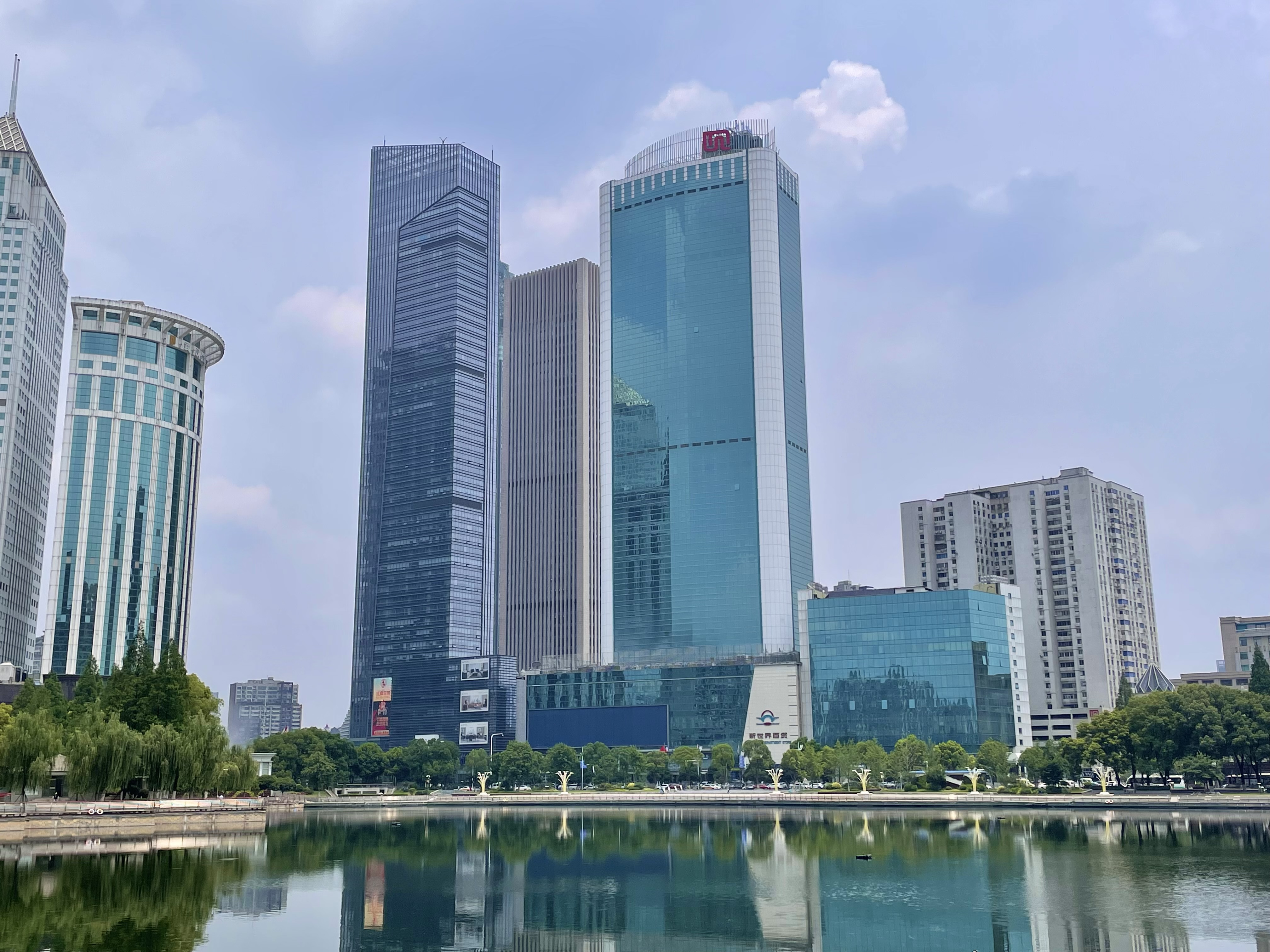
卓爾鈺龍國際中心（左）与新世界国贸大厦（右）
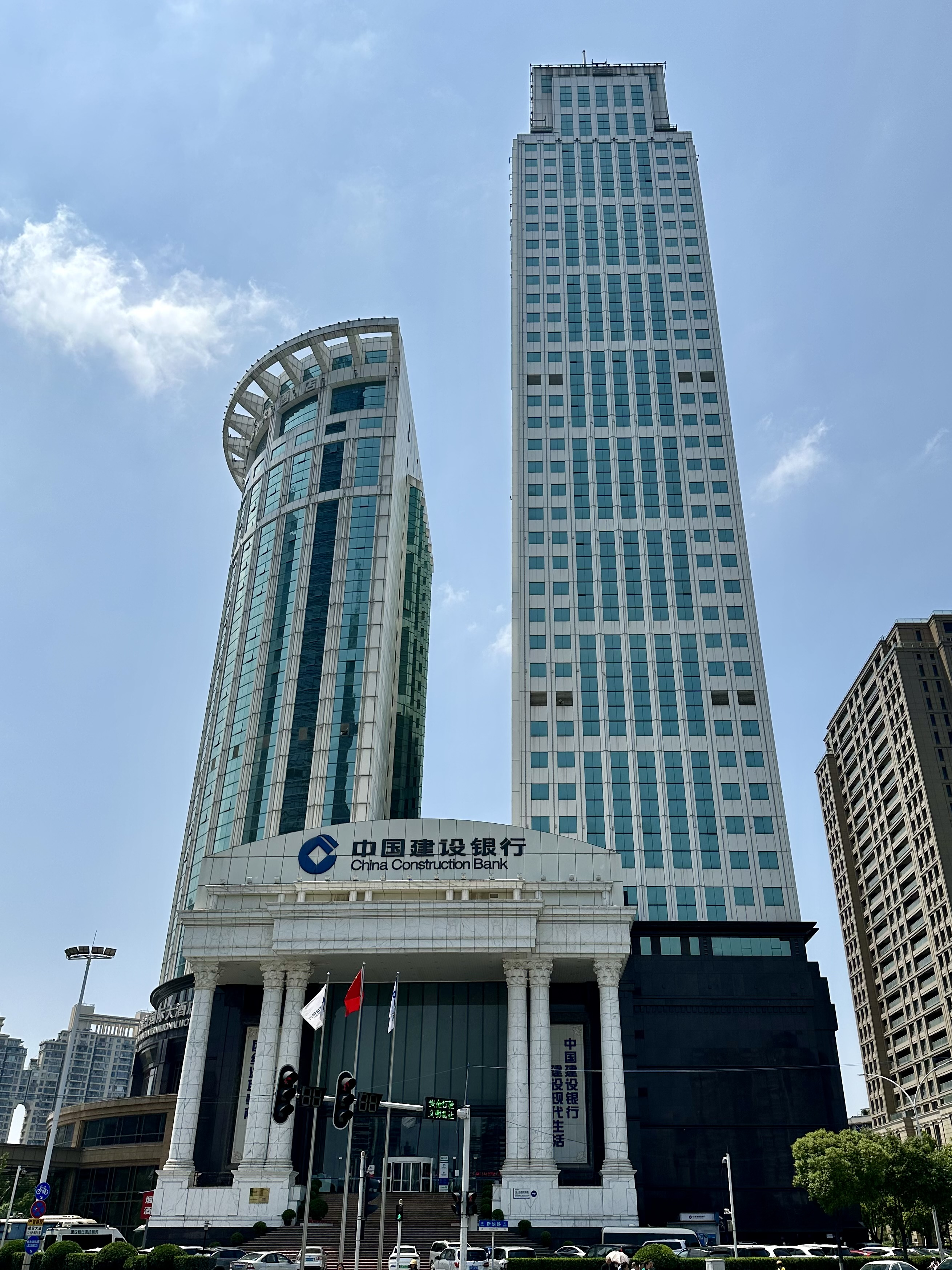
建銀大廈
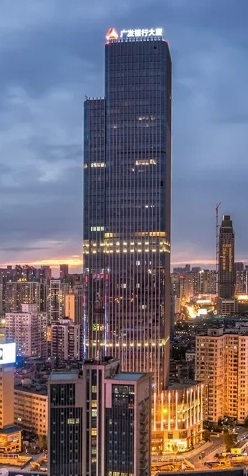
廣發銀行大廈